# Boxberg, Görlitz
Boxberg (cũng viết: Boxberg/O.L. hay Boxberg/Oberlausitz, tiếng Thượng Sorbia: Hamor) là một đô thị thuộc Görlitz district bang tự do Sachsen, nước Đức. Đô thị Boxberg, Görlitz có diện tích 217,02 km², dân số thời điểm ngày 31 tháng 12 năm 2008 là 5321 người.